# Signore Alessandro (ресторан)
Signore Alessandro — ресторан итальянской кухни, существовавший в Санкт-Петербурге в первой четверти XIX века в доме на набережной Мойки у Полицейского моста на Мойке. Был назван именем Александра, владельца ресторана. Здание ресторана находилось на улице, где располагалась множество ресторанов французской кухни, например Донон, Дюме, Дюссо.
Тогда это было самое знаменитое заведения итальянской кухни, где подавались такие знаменитые в городе блюда, как макароны и стофатто от «Алессандро», а также вино «Лакрима-кристи». В ресторане работала русская прислуга, но знавшая французский и итальянский языки, например одной из прислужниц была Марья, переименованная в Марианну, которая самостоятельно выучила французский и итальянский языки.
В 1820-е годы ресторан в основном посещали французы и итальянцы, немцев почти не было, попасть в ресторан можно было только по рекомендации, по этой причине у  «Алессандро» было немного посетителей, в основном еду заказывали на дом. К 1950-м годам ресторан стало посещать больше публики, в том числе там обедал Тарас Шевченко.